# Schismadillo spinosus
Schismadillo spinosus là một loài chân đều trong họ Armadillidae. Loài này được Lewis miêu tả khoa học năm 1992.